# Universidade do Havaí em Manoa
A Universidade do Havaí em Mānoa (Universidade do Havaí - Mānoa, UH Mānoa, a Universidade do Havaí ou simplesmente UH) é uma universidade pública de pesquisa com concessão de terras em Mānoa, um bairro em Honolulu, Havaí, Estados Unidos. É o campus principal do sistema da Universidade do Havaí e abriga os principais escritórios do sistema. [9] A maior parte do campus ocupa a metade oriental da foz do Vale Mānoa, com a Escola de Medicina John A. Burns localizada ao lado do Parque Kakaʻako Waterfront.
Mānoa é classificada como "R1: Universidades de Doutorado - Atividade de pesquisa muito alta". É uma universidade sob concessão terrestre que também participa dos consórcios de pesquisa sea-grant, space-grant e sun-grant; é uma das quatro universidades do país (Oregon State University, Cornell University e Pennsylvania State University são as outras).
Entre os ex-alunos notáveis incluem Robert Ballard, Richard Parsons e os pais de Barack Obama, Barack Obama Sênior e Stanley Ann Dunham. Quarenta e quatro por cento dos senadores estaduais do Havaí e 51% de seus representantes estaduais são graduados da universidade.